# Cztery Lubonie
Cztery Lubonie – dukat lokalny wyemitowany w ramach akcji promocyjnej przez miasto Luboń z okazji 55-lecia uzyskania praw miejskich. Nominał 4 Lubonie nie jest przypadkowy, ponieważ miasto składa się z tylu właśnie elementów (Starego i Nowego Lubonia, Lasku oraz Żabikowa). Nowy Luboń na niektórych mapach widnieje jako Luboń IV (czwarty) Nowy, co również może być potwierdzeniem takiego nazewnictwa monety.
Na awersie, w jego centralnej części mieści się herb Lubonia. Pod nim widnieje wersalik z nazwą miasta i daty "1954-2009", a całość otacza napis 55 LAT NADANIA PRAW MIEJSKICH. 
Pośrodku rewersu monety znajduje się nominał 4 z wplecionym napisem Lubonie, a dookoła na trzech oddzielnych tabliczkach widnieją wersaliki z nazwami wsi założycielskich (Luboń, Żabikowo, Lasek). W dolnej części widnieje napis HONOROWANE DO 30.11.2009.
Moneta pojawiła się w obrocie 15 października 2009, a jej ważność wyznaczono do 30 listopada tegoż roku. Kurs wymiany wynosił 4 Lubonie = 4 złote. Razem z monetą wydane zostały ulotki zawierające krótką notatkę o mieście i jego historii, a także plakaty z obwieszczeniem na temat akcji promocyjnej. Okolicznościowy dukat zastępował prawne środki płatnicze w wyznaczonych miejscach (przedsiębiorstwa oznaczone naklejką Tu honorujemy Lubonie), ale jego przyjmowanie było dobrowolne.